# Gabrijela
Gabrijela ist ein Vorname.

## Herkunft und Varianten
Der Name die kroatische weibliche Form von Gabriel.
Die männliche Form im Kroatischen ist Gabrijel.
Eine Variante des Namens ist Gabriela.
In anderen Sprachen lautet der Name etwa Gabriela (bulgarisch, tschechisch, polnisch, portugiesisch, slowakisch, spanisch), Gabriëlle (niederländisch), Gabriella/Gabrielle (englisch), Gabrielle (französisch, ungarisch, italienisch), Gabriela/Gabriele (deutsch), Gabrielė (litauisch), Gabriela/Gavrila (rumänisch), Gabriella (schwedisch).

## Bekannte Namensträgerinnen
- Gabrijela Gaiser (* 1995), kroatische Fußballspielerin
- Gabrijela Skender (* 1999), kroatische Skilangläuferin